# Marco Pedretti
Marco Pedretti (30 settembre 1991) è un hockeista su ghiaccio svizzero.

## Carriera

### Club
Marco Pedretti iniziò a militare nelle giovanili dell'HC Ajoie, disputando 64 incontri con 107 punti ottenuti fra il 2007 ed il 2011, mentre nel periodo 2007-2009 fece due brevi esperienze in Prima Lega con l'HC Moutier. Ebbe l'opportunità di debuttare in Lega Nazionale B nella stagione 2008-2009 collezionando 42 presenze e 8 punti. Dopo aver militato nel campionato Elite Jr. B con l'Ajoie, nella primavera del 2011, Pedretti disputò quattro incontri con la formazione Elite Jr. A del SC Bern.
Dopo essere stato eliminato ai quarti con l'Ajoie dall'HC La Chaux-de-Fonds Pedretti fu ingaggiato in Lega Nazionale A dall'HC Ambrì-Piotta per disputare le serie di playout, con un contratto valido fino al 2013.
Nel corso dello spareggio contro i campioni della LNB del SC Langenthal Pedretti fu autore di una rete nell'ultima sfida, vinta 3-0 dalla squadra ticinese. Nella stagione 2012-2013 Pedretti fece il proprio esordio da titolare nella massima serie, meritando già nel mese di ottobre il prolungamento del contratto fino al termine della stagione 2013-2014. Nel 2014 si trasferì ai Rapperswil-Jona Lakers con un contratto biennale.

### Nazionale
Nella stagione 2008-2009 Pedretti fu scelto dalla selezione della Svizzera Under-18 per disputare quattro incontri amichevoli, nei quali fu autore di una rete.